# Jorge Saakadze
Jorge Saakadze foi um político e comandante militar georgiano que desempenhou um papel importante, mas contraditório, na política da Geórgia do início do século XVII.